# Jodenrecht

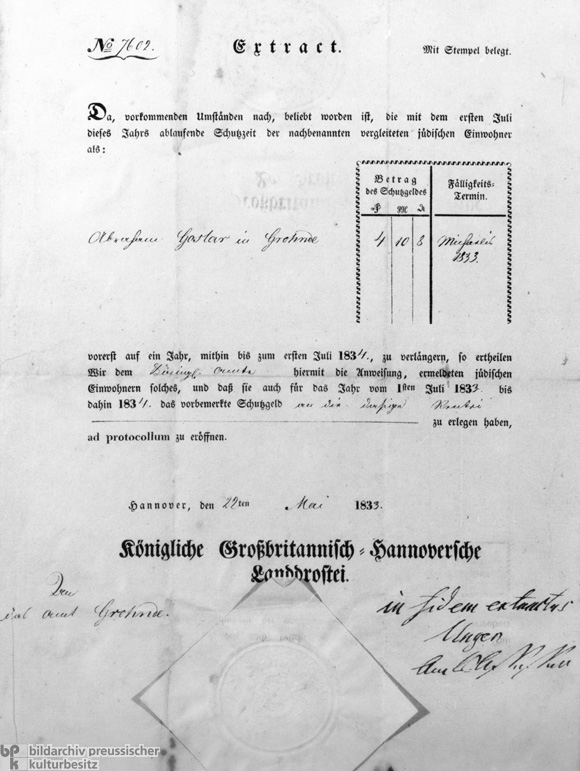
Certificaat uit 1833 dat Schutzgeld is betaald voor een Schutzjude

Het Jodenrecht was een recht dat de Duitse keurvorsten ten tijde van het Heilige Roomse Rijk hadden.
Het bestond uit het beschermen van Joden tegen vervolgingen, molestaties enz. door hun antisemitische vijanden. De Joodse gemeenschap moest voor deze bescherming echter wel geld betalen aan de keurvorst. Joden die deze bescherming ontvingen werden Schutzjuden genoemd.